# Підсолеве родовище нафти і газу
Підсолеве родовище нафти і газу — родовище нафти і газу під донними солевими і пісковими океанічними осадами.

## Утворення
Утворення підсолевих родовищ нафти і газу почалось 150 млн років тому, коли Гондвана розкололася на Південну Америку та Африку. Атлантичний океан поверх органіки завдав солі і пісок. Таким чином, нафта, яка утворилася під цим шаром, стала «підсолевою».

## Розповсюдження
Підсольові запаси нафти і газу найбільш характерні для узбережжя Африки і Бразилії. Вони досі ще мало вивчені, але їх величина — істотна частина світових запасів. Аналогічні умови для формування підсолевої нафти були й на західному березі Африки і в Мексиканській затоці.
Приклад: Поточні дані Petrobras, також інших компаній говорять, що підсолевих запасів нафти Бразилії більше ніж 50 млрд барелів; це в чотири рази перевищує нинішні національні запаси нафти цієї країни, приблизно — в 14 млрд барелів. Ці величезні запаси нафти і газу, простягаються на 800 км вздовж узбережжя Бразилії.

## Історія розробки
Історія видобутку підсолевої нафти почалася у 2006 році, коли бразильська компанія Petrobras відкрила родовище Тупі (Tupi). 